# 弓弦城殺人事件
『弓弦城殺人事件』（ボウストリングじょうさつじんじけん、The Bowstring Murders ）は、1933年に発表されたカーター・ディクスン（ジョン・ディクスン・カー）の長編推理小説。登場人物のテヤレイン教授とジョージ・アンストラザー卿は、ヘンリー・メリヴェール卿ものの『赤後家の殺人』にも登場する。

## 題名
弓弦城は早川書房版（ハヤカワ・ポケット・ミステリとハヤカワミステリ文庫）の章題と本文で「ボウストリング」とルビがふられている。

## あらすじ
15世紀に建てられた弓弦城は幽霊が出るという噂があり、歴史マニアのジョージ・アンストラザー卿と友人のマイクル・テヤレインが訪問する。ところが、住人たちは皆、何か隠しているような変人ばかり。そして、到着したその夜に、甲冑室で荘の主人レイル卿が殺害されているのが発見される。甲冑室には娘のパトリシアがいたほかは、誰も出入りした者はいなかった。また、時を移さず、女中のドリス・マンドオが殺害されているのが発見される。ドリスは妊娠していたが、相手が誰なのかは口をつぐんでいた。犯罪学者のジョン・ゴーントが事件の謎に挑む。

## 登場人物
- ジョージ・アンストラザー卿 - 弓弦城を訪れた準男爵。
- マイクル・テヤレイン - 弓弦城を訪れた大学教授。準男爵の友人。
- レイル卿ヘンリイ・スタイン- 弓弦城の主人。密室状態の甲冑室で死体となる。
- アイァリーン- レイル卿の妻。
- パトリシア- レイル卿の娘。密室状態の甲冑室に隠れていたのを発見される。
- フランシス- レイル卿の息子。
- ドリス・マンドオ- レイル卿と夫人に仕える女中。
- ブルース・マシイ - レイル卿の秘書。
- ジョン・ゴーント- 本作の探偵役。著名な犯罪学者。

## 提示される謎
- 密室（殺された被害者以外にもう一人、別の人物がいる部屋）